# Lepidodactylus lombocensis
Lepidodactylus lombocensis este o specie de șopârle din genul Lepidodactylus, familia Gekkonidae, descrisă de Mertens în anul 1929. Conform Catalogue of Life specia Lepidodactylus lombocensis nu are subspecii cunoscute.